# Calosaturnia walterorum
Calosaturnia walterorum är en fjärilsart som beskrevs av Charles L. Hogue och Johnson 1958. Calosaturnia walterorum ingår i släktet Calosaturnia och familjen påfågelsspinnare. Inga underarter finns listade i Catalogue of Life.